# Simeone und Machilone von Spoleto
Simeone und Machilone von Spoleto (italienisch Simeone e Machilone da Spoleto) sind zwei in der Region Umbrien und Siena in der Mitte des 13. Jahrhunderts gemeinschaftlich tätige Maler. Anhand von Inschriften an einem Tafelbild einer Jungfrau Maria mit Kind und bei einem Kruzifix konnten die Maler ihrem Werk zugeordnet werden.
Der Stil von Simeone und Machilone von Spoleto ist von Byzantinischer Kunst beeinflusst, zeigt aber auch die Weiterentwicklung ihres Malstils durch Einflüsse aus den damaligen Zentren gotischer Kunst in Italien wie Ancona, Florenz, Pisa, und Orvieto. Wie der ebenfalls in dieser Zeit in Umbrien auftretende Franziskusmeister verbinden sie so die Tradition byzantinischer Ikonenmalerei mit einem italienischen Stil, eine Kombination die noch später bei der „Ognissanti“-Madonna des Giotto, dem „Wegbereiter“ der italienischen Renaissance zu erkennen ist. 

## Werke (Auswahl)
- Die Jungfrau mit Kind und vier Tafeln aus dem Marienleben, 1260/1275. Antwerpen, Museum Mayer van den Bergh, Inv. Nr. MMB.0195
- Christus am Kreuz (Kruzifix), 1257. Rom, Galleria Nazionale d'Arte Antica. Palazzo Barberini Inv. Nr. 2465

Weitere Werke werden den Meistern zugeschrieben, so z. B. 
- Thronende Madonna mit Kind. Orvieto, Museo dell'Opera del Duomo di Orvieto, Collezione Palazzi Papali
- Madonna mit Kind. Otricoli, Collegiata di Santa Maria Assunta, Cappella della Madonna della Misercordia

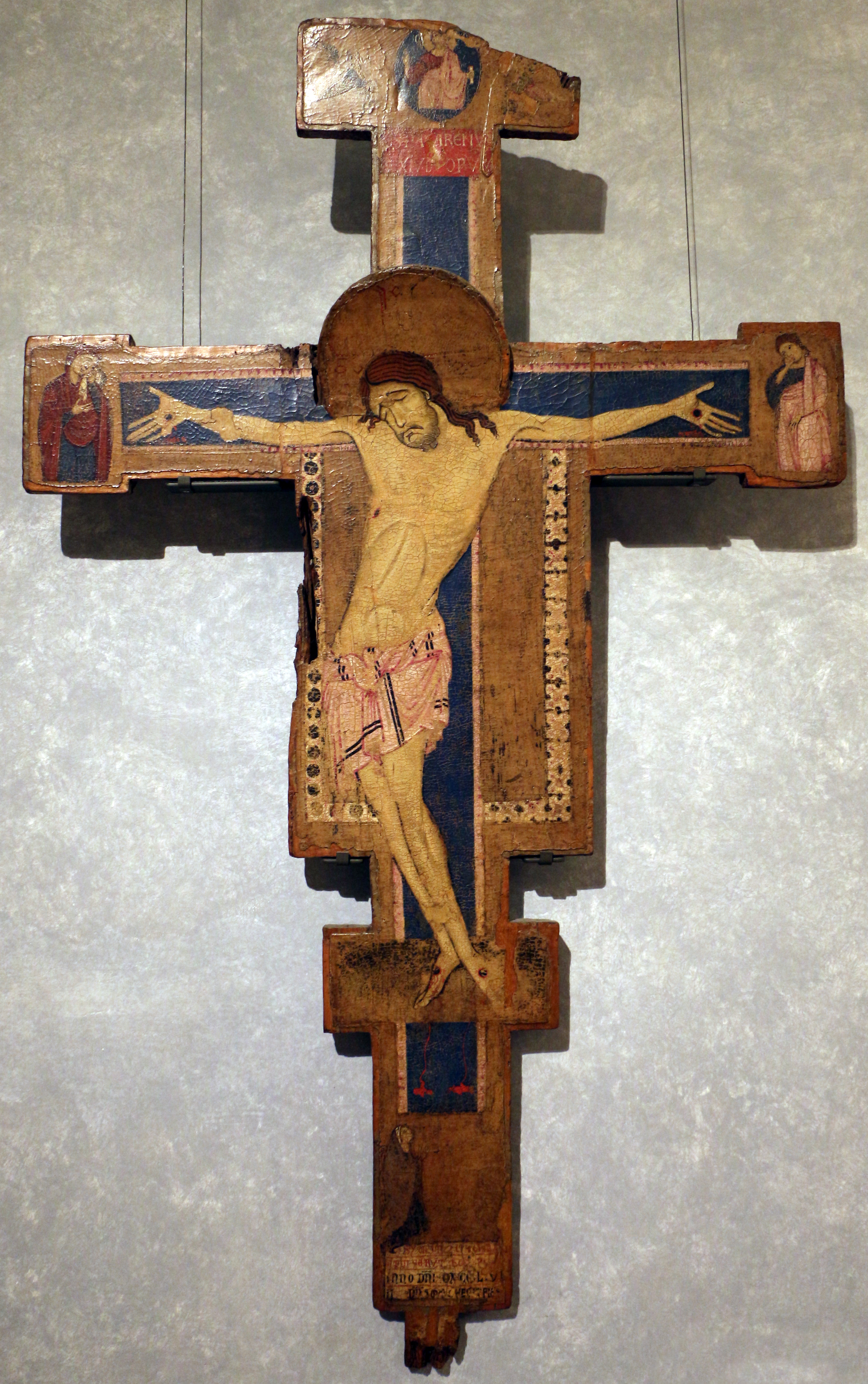
Christus am Kreuz
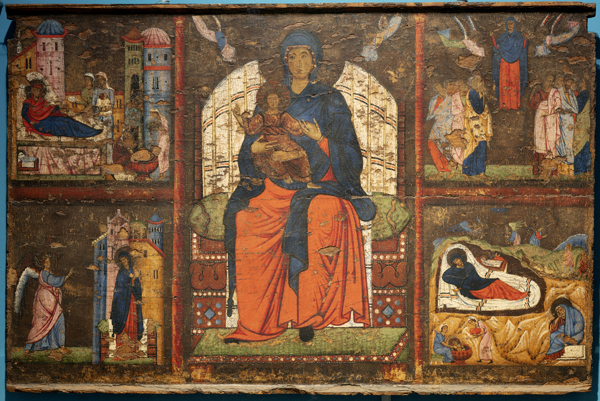
Die Jungfrau mit Kind und vier Tafeln aus dem Marienleben
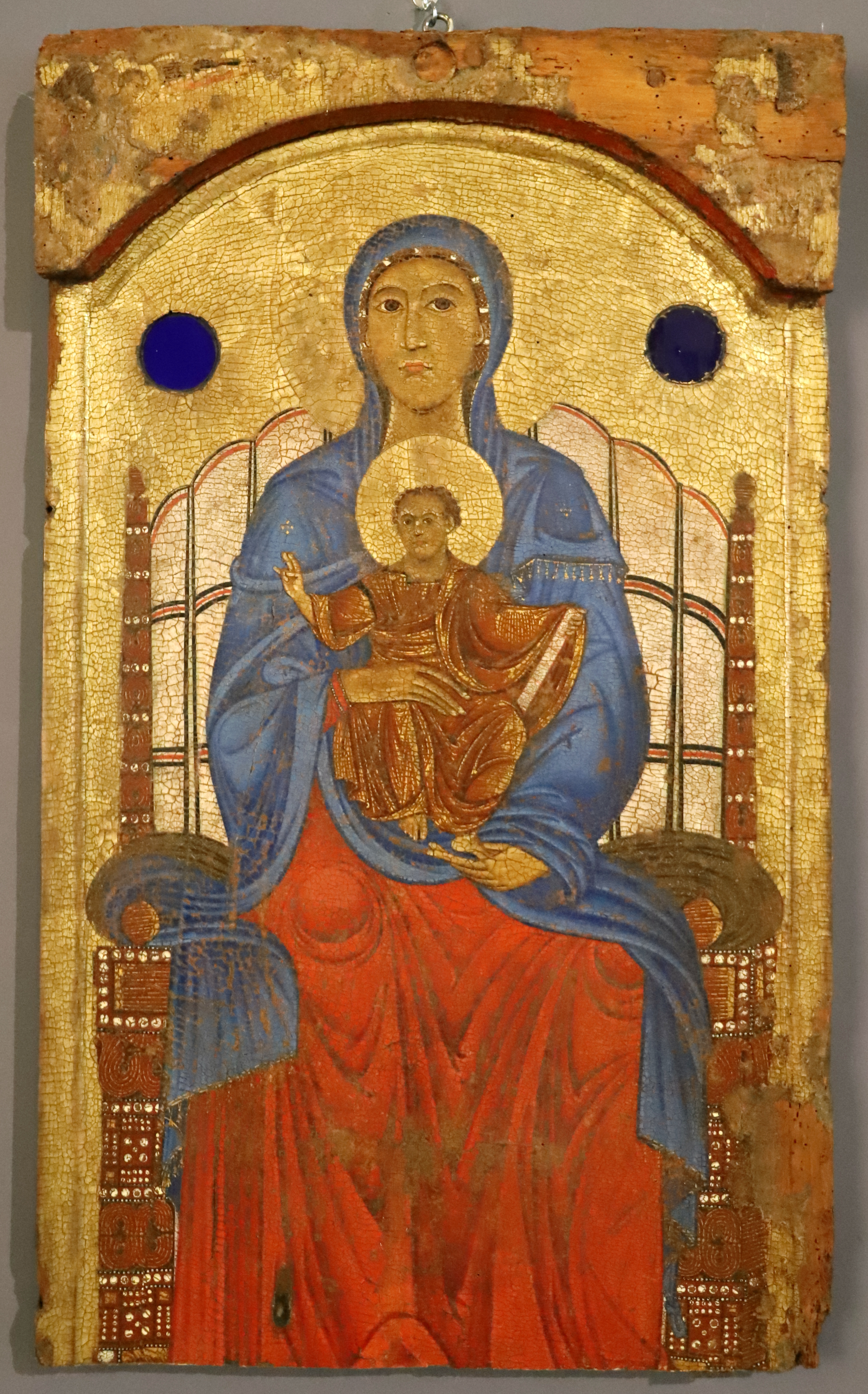
Thronende Madonna mit Kind